# 小野美智子
小野 美智子（おの みちこ、本名：小野 ミチ（おの みち）、1890年（明治23年）9月8日 - 1977年（昭和52年）4月21日）は、山口県玖珂郡師木野村（現：山口県岩国市）出身の小説家。夫は児童文学者・編集者の小野政方。

## 主な著書
- 『かぐや姫物語』 - 国立国会図書館デジタルコレクション
- 『姉と妹の書簡』 - 国立国会図書館デジタルコレクション
- 『姉と妹の手紙』 - 国立国会図書館デジタルコレクション